# Новале
Новале (фр. Novale, корс. A Nuvale) — коммуна во Франции, находится в регионе Корсика. Департамент коммуны — Верхняя Корсика. Входит в состав кантона Кастаньичча. Округ коммуны — Корте.
Код INSEE коммуны — 2B179.

## Население
Население коммуны на 2008 год составляло 51 человек.
| 1962 | 1968 | 1975 | 1982 | 1990 | 1999 | 2008 |
| ---- | ---- | ---- | ---- | ---- | ---- | ---- |
| 86   | 96   | 91   | 89   | 68   | 69   | 51   |

## Экономика
В 2007 году среди 36 человек в трудоспособном возрасте (15—64 лет) 23 были экономически активными, 13 — неактивными (показатель активности — 63,9 %, в 1999 году было 70,0 %). Из 23 активных работали 23 человека (14 мужчин и 9 женщин), безработных не было. Среди 13 неактивных 3 человека были учениками или студентами, 3 — пенсионерами, 7 были неактивными по другим причинам.